# Через море
«Через море» (англ. Across the Sea) — 15-я серия шестого сезона телесериала «Остаться в живых». Центральными персонажами серии стали таинственные Джейкоб и Человек в Чёрном. Премьера в США состоялась 11 мая 2010 года на канале ABC. Это последняя серия, в которой есть центральный персонаж (или персонажи).

## Сюжет
Серия начинается со спасения беременной женщины по имени Клаудия, потерпевшей кораблекрушение, другой женщиной, живущей на острове. Обе женщины говорят на латыни. После того как Клаудия рожает одного ребёнка, которого она назвала Джейкоб, следом у неё рождается второй (Человек в Чёрном), для которого она не выбрала имя. Незнакомка забирает детей и убивает мать. Она начинает воспитывать детей, говоря, что за Морем ничего нет. Однажды, охотясь на кабана, дети замечают других людей на острове (также выживших после кораблекрушения). Они прибегают к приёмной матери, которая говорит, что эти люди опасны, что они не принадлежат острову, что она и дети здесь с Целью. Человек в Чёрном спрашивает, с какой целью, на что она отвечает, что они ещё не готовы. Но он продолжает настаивать. Тогда она завязывает им глаза и ведёт куда-то. По дороге Человек в чёрном спрашивает, кто эти люди. Она отвечает, что они опасны: «Они приходят. Они сражаются. Они уничтожают. Они захватывают». Тогда он спрашивают, откуда они пришли, на что она отвечает: «С другой части острова. И если они найдут тебя, то причинят тебе боль». Он спрашивает, почему. Она отвечает, что все люди так делают. Он спрашивает: «Тогда и мы можем убить друг друга?». На что она говорит: «Я сделала так, что вы никогда не сможете убить друг друга». Они приходят к пещере, в которую впадает ручей и из которой светит свет. Приёмная мать говорит, что это то, для чего они здесь. Человеком в Чёрном спрашивает, что там, на что она отвечает, что там Свет самый тёплый и яркий, часть которого есть в каждом человеке, но люди хотят большего. И если они возьмут хотя бы часть отсюда, то свет исчезнет отовсюду и поэтому она защищает это место, но не может защищать его вечно и один из них заменит её. Однажды, разговаривая с братом, Человек в чёрном видит призрак своей настоящей матери, которая рассказывает ему, что она их мать, и что женщина, которая их воспитывает, убила её, что они приплыли из-за моря и могут вернуться с людьми, которых они видели на острове. Он всё рассказывает Джейкобу и просит пойти с ним, но Джейкоб ему не верит, и они начинают драться. Приёмная мать их разнимает и спрашивает, что случилось. Человек в чёрном говорит, что знает, что она убила их настоящую мать, и что они могут вернуться. Джейкоб отказывается.
Спустя 30 лет Джейкоб приходит к Человеку в чёрном, чтобы убедиться, что мать была права насчёт них. Человек в чёрном подтверждает, что эти люди плохие, но они нашли путь выбраться с острова. Что среди них есть люди, которые разбираются в некоторых вещах и что они нашли место, где металл ведёт себя странно. Они выкопали колодец и нашли что-то. Человек в чёрном опять предлагает пойти с ним, но Джейкоб снова отказывается, так как это его дом.
Когда Джейкоб вернулся, мать спросила его, что Человек в чёрном ему сказал, на что тот ответил, что они нашли путь с острова. Она приходит к колодцу и бьёт Человека в чёрном об камень. Затем она идёт к Джейкобу и ведёт его к пещере, которую они посещали в детстве, и говорит, что теперь он будет защищать это место вместе с ней. Джейкоб спрашивает, почему он не может войти внутрь — не потому ли, что он умрёт? На что она отвечает, что это будет гораздо хуже, чем смерть. Затем она даёт ему выпить жидкость и говорит, что после этого он примет обязанности и будет защищать это место настолько долго, насколько сможет, пока не найдёт замену. Джейкоб сначала отказывается, но потом соглашается.
Человек в чёрном очнулся возле колодца, который был завален. Он идёт к лагерю людей и видит, что лагерь сгорел и все убиты. Он приходит и убивает свою приёмную мать. Он спрашивает, почему она не дала ему уйти, на что она, умирая, отвечает, что это потому, что она любит его и благодарит его за то, что он сделал. В это время возвращается Джейкоб, он нападает на него и тащит к пещере со светом. Человек в Чёрном говорит, что он не может его убить, на что Джейкоб говорит, что он не убьёт его, а даст ему уйти, как он хотел. После этого он бросает его в пещеру. Из пещеры вырывается Дымовой монстр. Затем возле ручья Джейкоб находит тело Человека в чёрном и оставляет его рядом с телом матери в пещере — той самой, которую нашли пассажиры Oceanic 815 в первом сезоне.